# 알렉 웩
알렉 웩(Alek Wek, 1977년 4월 16일 ~ )는 남수단 태생 영국의 모델이다. 딩카족 출신이다.